# 第67回NHK紅白歌合戰
第67回NHK紅白歌合戰（日语：第67回NHK紅白歌合戦）於2016年12月31日晚19:15（JST）在日本東京的NHK音樂廳以現場直播的方式舉行。

## 概要

### 播出前
以下日期皆为2016年。
- 9月8日：節目主題及播出時間公布。本次红白歌會以“歌唱夢想”（夢を歌おう）為主題，這一主題將使用到2019年的第70屆红白歌會（2020年東京奧運會之前的最后一屆红白歌會）[1]。
- 11月12日：NHK在官網公布了紅白兩組的主持人，紅組主持人為有村架純，白組主持人为嵐的成員相葉雅紀。這是有村架純首次擔任主持人，而相葉雅紀则是首次單獨出任主持人[※ 1][2]。
- 11月24日：在記者會上正式公布出場的歌手及組合名單、綜合主持人及廣播電台解說。綜合主持人由《NHK7點新聞》時任平日主播武田真一擔任，這也是他首次擔任红白的主持人，也是NHK平日晚七点新闻在任主播首次担任红白主持人[3]。
- 12月7日：公佈特別出演嘉賓，為資深搞笑藝人塔摩利、以及綜藝節目主持人、異裝藝人贵妇松子[4]。
- 12月19日：公布出场歌手的演唱曲目[5]。
- 12月22日：公布主题曲。主题曲为作曲家鷺巢詩郎所作的《Fly into the Sun》[6]。
- 12月25日：公布出場次序[7]。當中總壓軸暨白组壓軸為嵐，紅組壓軸為石川小百合[8]。

### 正式播出
2016年12月31日，节目正式播出，結果紅組以 9：6 的總票數獲得2連勝。紅組在審查員投票中獲得了絕對的優勢（9：2），白組雖然在家庭投票和現場投票中獲得較多支持，額外得到4票（0：4），但總數仍不及紅組獲得的票數。

### AKB48 夢之紅白選拔
AKB48此次為第9次在紅白登場，為從AKB48的眾多成員中選出在紅白登場的人選（實際上還涵蓋AKB48在日本國內的4個姊妹團體），NHK首次仿效AKB48的「選拔總選舉」，舉辦「AKB48 大家來票選夢之紅白選拔！」（AKB48 夢の紅白選抜をみんなで選ぼう！）投票活動，該活動觀眾透過紅白專屬APP與互動電視投票，從AKB48集團所有成員中，選出48名成員代表AKB48參與此屆紅白的演出。NHK在紅白播出前會先行公布48人演出名單，最終在紅白播出時公布得票前16名，即「選拔組」名單。
AKB48出場時首先演唱《River》，接著公布「紅白選拔」得票前16名的排名順位（背景音樂為《飛翔入手》），最後由第一名擔任Center（中心位置成員）帶領選拔組16人演唱《你就是旋律》。該活動最終由NMB48成員山本彩以41,190票拿下第一。
原本HKT48的矢吹奈子與田中美久亦有入選，兩人排名分別為第17與45名，但AKB48預定的出場時間落在晚上9時後，礙於日本《勞動基準法》規定的「年齡限制」，兩人還在就讀初中無法在晚上9時後作公開出演，因而改成在天童芳美登場演唱時，以應援者身分出場演出；田中與矢吹留下的「紅白選拔」演出空缺，則由獲得第49、50名的SKE48成員北川綾巴、惣田紗莉渚替補。

## 主持人
紅組
- 有村架純（2017年NHK上半期連續電視小說《雛鳥》女主角）

白組
- 相葉雅紀（「嵐」成員之一，為首次單獨擔當白組主持）

綜合
- 武田真一（NHK東京播報室，《NHK7點新聞》平日主播）

## 其他参与者

### 審查員
共10人。
- 秋本治：漫畫家，連載40周年的漫畫《烏龍派出所》的作者。
- 新垣結衣：演員，TBS人氣電視劇《逃避雖可恥但有用》的女主角。
- 伊調馨：女子自由式摔角運動員，於當年夏季奧林匹克運動會獲得女子自由式摔跤58公斤级冠軍。
- 大谷翔平：日本職棒北海道日本火腿鬥士的投手。
- 草刈正雄：演員，於本年NHK大河劇《真田丸》飾演真田昌幸。
- 春風亭昇太（日语：春風亭昇太）：落語家，於明年NHK大河劇《女城主 直虎》飾演今川義元。
- 高畑充希：演員、本年NHK晨間劇《當家姐姐》飾演主角・小橋常子。
- 辻沙繪：女子田徑選手，於當年夏季帕拉林匹克運動會女子田徑400公尺競賽獲得銅牌。
- 萩野公介：游泳選手，於當年夏季奧林匹克運動會男子混合400公尺競賽獲得金牌。
- 村田沙耶香：作家，憑藉小說《便利超商人》獲得本年芥川賞。

以上十位審查員於最終投票時各人有1票；另外NHK從當日獲得入場劵的現場觀眾中，選取4組二人組合，組成稱為「家鄉審查員」（ふるさと審査員）的團體，整個「家鄉審查員」亦擁有1票投票權。

### 電台及電視副聲道解說
- 電台解說：二宫直辉（日语：二宮直輝）、寺门亚衣子（日语：寺門亞衣子）（NHK東京播報室）
- 電視副聲道（“红白幕后Talk Channel”）：香蕉人、橋本奈穗子（日语：橋本奈穂子）（NHK東京播報室）

## 出场歌手
- 加粗的為初次登場或未于2015年（第66回）上登场的歌手或组合。

| 紅組                                                 | 紅組                        | 紅組                        | 紅組                                  | 白組                        | 白組                        | 白組                        | 白組                               |
| 出場 次序                                            | 歌手・團體名                | 次數                        | 歌曲                                  | 出場 次序                   | 歌手・團體名                | 次數                        | 歌曲                               |
| 前半                                                 | 前半                        | 前半                        | 前半                                  | 前半                        | 前半                        | 前半                        | 前半                               |
| 進場曲—《Fly into the Sun》                          | 進場曲—《Fly into the Sun》 | 進場曲—《Fly into the Sun》 | 進場曲—《Fly into the Sun》           | 進場曲—《Fly into the Sun》 | 進場曲—《Fly into the Sun》 | 進場曲—《Fly into the Sun》 | 進場曲—《Fly into the Sun》        |
| ---------------------------------------------------- | --------------------------- | --------------------------- | ------------------------------------- | --------------------------- | --------------------------- | --------------------------- | ---------------------------------- |
| 2                                                    | PUFFY                       | 初                          | PUFFY 20周年紅白Special               | 1                           | 關西傑尼斯8 （関ジャニ∞）            | 5                           | ZUKKOKE男道 〜紅白歌唱夢想〜 （ズッコケ男道 〜紅白で夢を歌おう〜）  |
| 4                                                    | E-girls                     | 4                           | DANCE WITH ME NOW!                    | 3                           | AAA                         | 7                           | 颶風·莉莉，波士頓·瑪麗 （ハリケーン・リリ、ボストン・マリ）        |
| 5                                                    | 櫸坂46 （欅坂46）                 | 初                          | 沉默的多數 （サイレントマジョリティー）                       | 6                           | 三山宏 （三山ひろし）                 | 2                           | 四万十川 〜劍玉大使編〜 （四万十川 ～けん玉大使編～）       |
| 8                                                    | miwa                        | 4                           | 結 -Yui- （）                         | 7                           | 山內惠介                    | 2                           | 流轉的碼頭 〜究極的貴公子編〜 （流転の波止場 〜究極の貴公子編〜） |
| 10                                                   | 天童芳美 （天童よしみ）               | 21                          | 你的星光大道 （）                     | 9                           | Sexy Zone                   | 4                           | 直呼君名紅白'16 （よびすて 紅白'16）               |
| 12                                                   | 市川由紀乃                  | 初                          | 我心重複著 （）                       | 11                          | SEKAI NO OWARI              | 3                           | Hey Ho from RPG                    |
| 14                                                   | 香西薰 （香西かおり）                 | 19                          | 喜歡 〜真田丸Special Ver.〜 （すき〜真田丸スペシャルVer.〜）      | 13                          | 三代目 J Soul Brothers      | 5                           | Welcome to TOKYO                   |
| 15                                                   | 椎名林檎                    | 4                           | 青春的瞬間 -FROM NEO TOKYO 2016- （） | 16                          | 福田廣平 （福田こうへい）               | 3                           | 東京五輪音頭                       |
| 17                                                   | 絢香                        | 8                           | 三日月                                | 18                          | 鄉裕美 （郷ひろみ）                 | 29                          | 不能訴說 （）                      |
| 20                                                   | 水森香織 （水森かおり）               | 14                          | 越後水原〜白鳥飛翔〜                  | 19                          | V6                          | 3                           | Smile! 組曲                        |
| 21                                                   | 生物股長 （いきものがかり）               | 9                           | SAKURA                                | 22                          | 柚子 （ゆず）                   | 7                           | 仰望那夜空中的繁星吧 （）          |
| 「紅白 HalfTime Show」特別企劃 -- 渡邊直美、Piko太郎 |                             |                             |                                       |                             |                             |                             |                                    |
| 後半                                                 |                             |                             |                                       |                             |                             |                             |                                    |
| 24                                                   | 乃木坂46                    | 2                           | 再見的意義 （サヨナラの意味）                       | 23                          | RADWIMPS                    | 初                          | 前前前世 [original ver.]           |
| 26                                                   | 島津亞矢                    | 3                           | 川流不息 （川の流れのように）                         | 25                          | 福山雅治                    | 9                           | 2016特別組曲                       |
| 28                                                   | 西野加奈 （西野カナ）               | 7                           | Dear Bride                            | 27                          | RADIO FISH                  | 初                          | PERFECT HUMAN                      |
| 30                                                   | AI                          | 2                           | 每個人是每個人的英雄 （みんながみんな英雄）             | 29                          | 桐谷健太                    | 初                          | 海之聲〜每個人的海之聲版本〜 （海の声 〜みんなの海の声バージョン〜）  |
| 31                                                   | AKB48                       | 9                           | 夢之紅白選拔SP組曲                    | 32                          | 五木宏 （五木ひろし）                 | 46                          | 九頭龍川                           |
| 紅白主持特別企劃—「故鄉」（全體合唱）                |                             |                             |                                       |                             |                             |                             |                                    |
| 34                                                   | Perfume                     | 9                           | FLASH                                 | 33                          | KinKi Kids                  | 初                          | 玻璃少年 （硝子の少年）                      |
| 36                                                   | 大竹忍 （大竹しのぶ）                 | 初                          | 愛的讚歌                              | 35                          | 星野源                      | 2                           | 戀 （）                            |
| 37                                                   | 坂本冬美                    | 28                          | 夜櫻阿七 （）                         | 38                          | TOKIO                       | 23                          | 宙船                               |
| 39                                                   | 松田聖子                    | 20                          | 薔薇般綻放 櫻花般凋落 （）            | 40                          | X JAPAN                     | 7                           | 紅                                 |
| 41                                                   | 高橋真梨子                  | 4                           | 抱歉… （）                            | 42                          | THE YELLOW MONKEY           | 初                          | JAM                                |
| 44                                                   | 宇多田光 （宇多田ヒカル）               | 初                          | 將花束獻給你 （花束を君に）                     | 43                          | 冰川清志 （氷川きよし）               | 17                          | 白雲之城 （）                      |
| 45                                                   | 石川小百合 （石川さゆり）             | 39                          | 越過天城 （天城越え）                         | 46                          | 嵐                          | 8                           | 嵐×紅白特別組曲                    |

备注：
1. ↑  演唱《亞細亞的純真（日语：アジアの純真）》及《渚にまつわるエトセトラ（日语：渚にまつわるエトセトラ）》2首歌曲。
2. ↑  童星本田望結、HKT48的矢吹奈子及田中美久一同參與演出。關於矢吹與田中兩人在該演出登場的原因，詳見「AKB48 夢之紅白選拔」章節。
3. ↑  分別唱出《RPG》及《Hey Ho（日语：Hey Ho）》共2首歌曲。
4. 1 2  於東京都廳舍前的都民廣場作現場直播演出。[12]
5. ↑  先後唱出《圍成一圈來跳舞》及《HONEY BEAT（日语：HONEY BEAT/僕と僕らのあした）》2首歌曲。
6. ↑  先後演唱了《少年（日语：蛍/少年）》、《1461日》共2首歌曲。
7. ↑  於Pacifico橫濱舉行的個人演唱會「福山☆冬之大感謝祭 其之十六」作現場連線演出[13]，是自2010年起連續7年以相同的安排出場。
8. ↑  聯同審查員之一、里約熱內盧奧運金牌得主伊調馨，及另外兩名金牌得主吉田沙保里及登坂繪莉一同出演。[14]
9. ↑  出場首先演唱《River》，接著公布「紅白選拔」得票前16名的排名順位（背景音樂為《飛翔入手》），最後由獲得冠軍的NMB48成員山本彩擔任Center帶領選拔成員演唱《你就是旋律》。
10. ↑  X JAPAN的Yoshiki負責鋼琴伴奏，Yoshiki亦是本曲的作曲、作詞及編曲者。
11. ↑  于宇多田居住的英国伦敦作现场直播演出。
12. ↑  於熊本縣熊本市、受熊本地震影響而封閉的熊本城作現場連線演出，並獲得當局特許進入封閉範圍內表演。[15]
13. ↑  演唱《A·RA·SHI》、《Happiness》、《One Love》等3首歌曲。

## 收視率
与上一届相比，本次红白的收视率有所上升。其中下半部分在日本关东地区收视率为40.2%，这也是时隔两年之后，红白在日本关东地区收视率再次突破40%。
值得注意的是，本次红白中间插播的新闻收视率竟反超红白收视率，日本关东地区收视率为40.4%，关西地区收视率达到41.0%。然而由于日本不超过15分钟的节目不计入收视率排名，因此当年收视率最高的节目仍然是红白。
日本各地收视率如下（数据来源：Video Research）：
| 地区       | 收视率（%） | 收视率（%） |
| 地区       | 上半部分    | 下半部分    |
| ---------- | ----------- | ----------- |
| 关东       | 35.1        | 40.2        |
| 关西       | 34.0        | 39.5        |
| 名古屋     | 37.6        | 44.1        |
| 北部九州   | 30.1        | 36.3        |
| 札幌       | 31.2        | 39.4        |
| 仙台       | 33.9        | 41.2        |
| 广岛       | 32.2        | 40.5        |
| 静冈       | 42.6        | 46.8        |
| 福岛       | 42.4        | 47.4        |
| 新潟       | 43.3        | 45.6        |
| 冈山、香川 | 32.5        | 39.3        |

## 後續
由於紅組在審查員和「家鄉審查員」共11票中取得了壓倒勝的9票，令白組縱使在現場觀眾及家庭觀眾投票中佔優而贏得4票，但最後亦落敗。公佈結果後，隨即被媒體一面倒的質疑賽果的可靠性，不少觀眾亦及後致函NHK大肆批評。首月NHK便收到超過6,000多個回應，其中批評的多達4,724個，佔總回應的78%，數字上是上屆（第66回）的2.16倍；而單就計分方法而作出批評的就有2,777個。

## 外部連結
- 官方网站
- NHK紅白歌合戦的X（前Twitter）